# Cratere Nefed'ev
Nefed'ev è un cratere lunare di 52,94 km situato nella parte sud-occidentale della faccia nascosta della Luna.